# Engganolijster
De engganolijster (Geokichla leucolaema; synoniem: Zoothera leucolaema) is een zangvogel uit de familie Turdidae (lijsters).

## Verspreiding en leefgebied
Deze soort is endemisch op Enggano, nabij westelijk Sumatra.